# 1960 في النرويج
فيما يلي قوائم الأحداث التي وقعت خلال عام 1960 في النرويج.

## سياسة

### تعيين في المنصب
- 1 يناير – تريغفه براتلي Minister of Transport of Norway [الإنجليزية]‏.

## مواليد

### مارس
- 29 مارس – يو نيسبو لاعب كرة قدم نرويجي.

### يونيو
- 24 يونيو – إريك بوبي

### أغسطس
- 25 أغسطس – يوناس غار ستوره سياسي نرويجي.

### أكتوبر
- 19 أكتوبر – بياته إريكسن

## وفيات

### يوليو
- 22 يوليو – هانس نوردفيك (مواليد 1880) لاعب رماية نرويجي.